# Caprella alaskana
Caprella alaskana är en kräftdjursart som beskrevs av Mayer 1903. Caprella alaskana ingår i släktet Caprella och familjen Caprellidae. Inga underarter finns listade i Catalogue of Life.